# دكنيون
الدكنيون أو شعب الدكن هم مجتمع عرقي ديني هندي آري من المسلمين الناطقين بالدكنية والذين يسكنون أو ينتمون إلى منطقة الدكن في الهند. يعود أصل المجتمع إلى نقل عاصمة سلطنة دلهي من دلهي إلى حصن دولت آباد في عام 1327 في عهد محمد بن تغلق. يمكن أيضًا تتبع المزيد من الأصول من المسلمين المهاجرين المشار إليهم باسم الآفاقيين (الخواجة)، والمعروفين أيضًا باسم بارديسيس الذين قدموا من آسيا الوسطى والعراق وإيران واستقروا في منطقة الدكن أثناء سلطنة بهمني (1347). لقد أدت هجرة المسلمين الناطقين باللغة الهندوسية إلى منطقة الدكن والزواج من الهندوس المحليين الذين اعتنقوا الإسلام، إلى إنشاء مجتمع جديد من المسلمين الناطقين باللغة الهندستانية، والمعروفين باسم الدكن، والذين سيلعبون دورًا مهمًا في سياسة الدكن. برزت لغتهم، الدكنية، كلغة ذات مكانة لغوية وثقافية مرموقة خلال سلطنة بهمني، وتطورت بشكل أكبر في سلطنة الدكن.
بعد وفاة البهمانيين، شهدت فترة سلطنة الدكن العصر الذهبي لثقافة الدكن، وخاصة في الفُنون واللغة والعمارة. يشكل شعب الدكن أقليات كبيرة في الدكن، بما في ذلك منطقتي ماهاراشترا وماراثواد [الإنجليزية] وفيداربا، وولايات تيلانجانا وأندرا براديش وكارناتاكا (باستثناء تولو نادو [الإنجليزية]) وشمال تاميل نادو. وهم يشكلون أغلبية في المدن القديمة في حيدر أباد وأورانجاباد. بعد تقسيم الهند وضم حيدر أباد، تشكلت مجتمعات كبيرة من الشتات خارج الدكن، وخاصة في باكستان، حيث يشكلون جزءًا كبيرًا من الأقلية الناطقة باللغة الأردية، المهاجرين.
ينقسم شعب الدكاني إلى مجموعات مختلفة يمكن تصنيفها على نطاق واسع في ثلاث مجموعات: حيدر آباد (من ولاية حيدر آباد )؛ ميسوري (من ولاية ميسور [الإنجليزية]، بما في ذلك بنغالور)؛ ومدراسيس (من ولاية مدراس [الإنجليزية] ، بما في ذلك كورنول ، نيلور ، جونتور وتشيناي). اللغة الدكنية هي اللغة الأم لمعظم المسلمين في ولايات كارناتاكا وتيلانجانا وأندرا براديش، ويتحدث بها قسم من المسلمين في ماهاراشترا وغوا وكيرالا وتاميل نادو.

## التاريخ
كلمة دكني أتت من اللغة الفارسية واللغة الشورسنية البكريتية [الإنجليزية] وتعني "الجنوب"، اشتُقت في بلاط حكام بهمني في عام 1487 م في عهد السلطان محمود شاه بهمني الثاني [الإنجليزية].

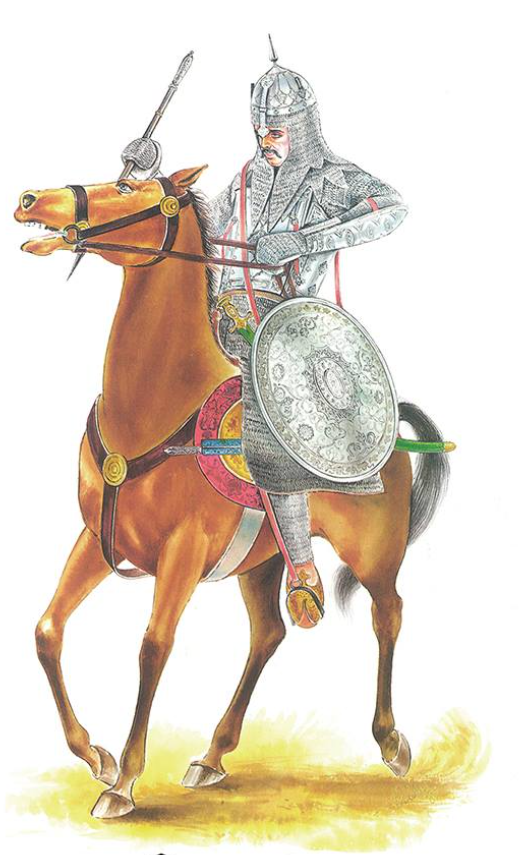
فارس مسلم من العصور الوسطى من الدكن
خريطة الدولة البهمانية

تأسست الإمبراطورية البهمانية على يد حسن جانجو ، أو المعروف أيضًا باسم ظفر خان، وهو حاكم من أصل أفغاني أو تركي. في أعقاب ثورة إسماعيل مخ [الإنجليزية]. ثار حسن جانجو ضد سلالة تغلق في سلطنة دلهي، وكان قائد الثورة أفغاني آخر يُدعى إسماعيل مخ. نجح إسماعيل مخ ثم تنازل عن العرش لصالح ظفر خان، الذي أسس سلطنة بهمني. كان حسن جانجو أحد سكان دلهي الذين أجبروا على الهجرة إلى دولت آباد في عهد سلطنة دلهي، بهدف بناء مركز حضري إسلامي كبير في الدكن.

### حروب فيجاياناجارا

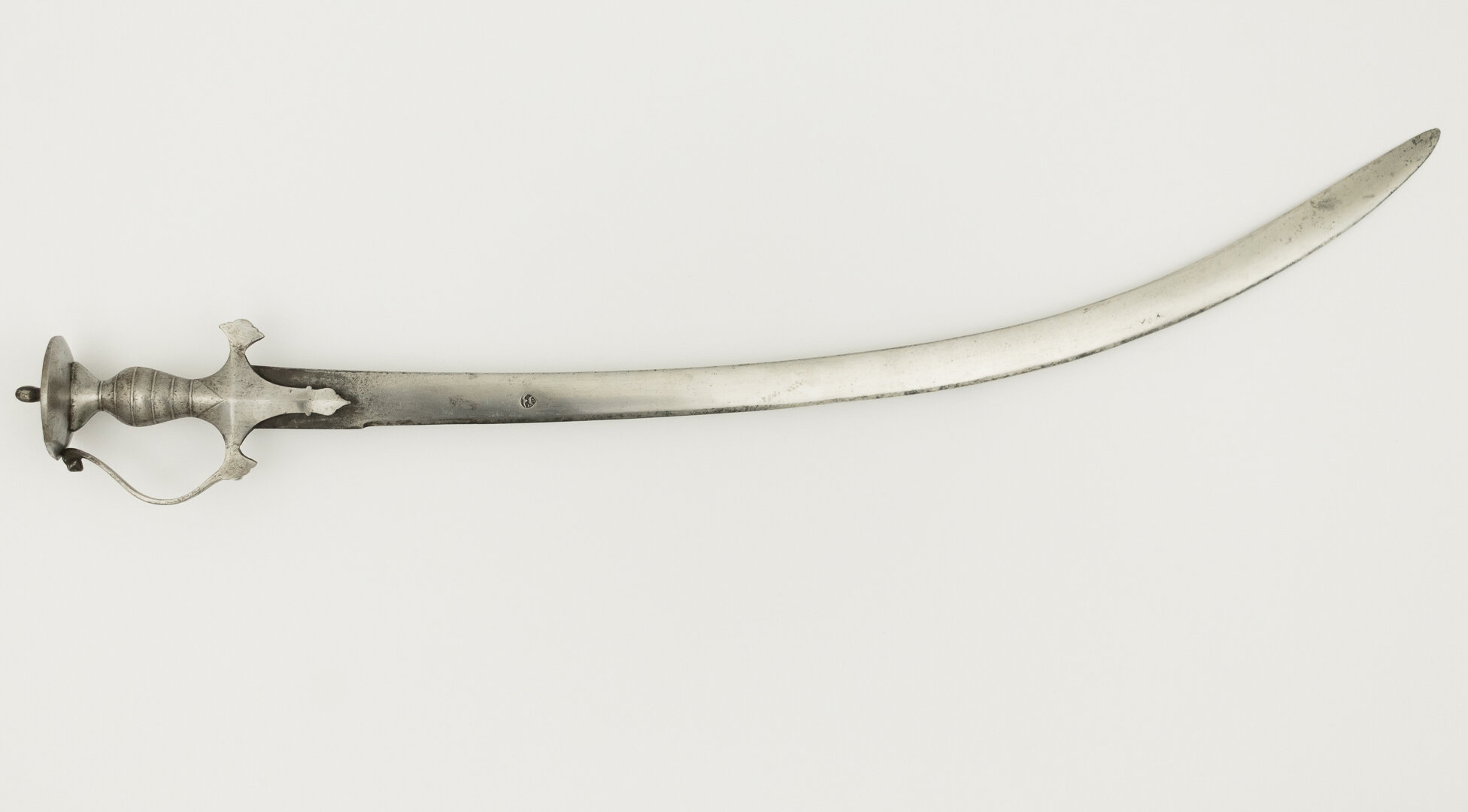
سيف دكني فولاذي بالكامل، في تولوار

إن المواجهة العدوانية التي خاضها البهمانيون مع المملكتين الهندوسيتين الرئيسيتين في جنوب الدكن، ورنجل وفيجاياناجار، جعلتهم مشهورين بين المسلمين كمحاربين. أحمد شاه بهمني الأول استولى على مملكة وارنجل في عام 1425، وضمها إلى الإمبراطورية. لقد وجدت إمبراطورية فيجاياناجار، التي قهرت سلطنة مادوراي بعد صراع دام أربعة عقود، عدوًا طبيعيًا في البهمانيين في شمال الدكن، للسيطرة على حوض جودافاري، وتونغابادرا دواب، وبلاد ماراثوادا، على الرغم من أنهم نادرًا ما كانوا يحتاجون إلى ذريعة لإعلان الحرب. كانت الصراعات العسكرية بين البهمانيين وفيجاياناجارا سمة منتظمة تقريبًا واستمرت طالما استمرت هذه الممالك. وقد أدت هذه الصراعات العسكرية إلى دمار واسع النطاق في المناطق المتنازع عليها من الجانبين، مما أدى إلى خسائر كبيرة في الأرواح والممتلكات؛ وضعف كبير سيؤدي إلى احتلال إنجليزي لاحقًا. شملت العمليات العسكرية أسرى من فيجاياناجار الذين اعتنقوا مع الوقت هوية ديكانية بعد اعتنقاهم الإسلام واندماجهم في المجتمع المضيف، حتى يتمكنوا من بدء حياتهم المهنية العسكرية داخل الإمبراطورية البهمانية. كان هذا هو أصل الزعماء السياسيين الأقوياء مثل نظام الملك البحري.

### سلطنة الدكن
استمرت سلطنات الدكن الخمس ذات الأصول المتنوعة في تحديد هويتها كدول خليفة لسلالة البهمانية كأساس للشرعية، وضربت عملات بهمانية بدلاً من إصدار عملاتها الخاصة. تأسست سلطنة نظام شاه وسلطنة برار شاه من زعماء الدكن المسلمين. تحولت سلطنة عادل شاهي، التي أسسها عبد مسلم شيعي جورجي، أيضًا إلى هوية عرقية وسياسية دكانية في عهد إبراهيم عادل شاه الأول، الذي رسَّم المذهب السني (دين المسلمين الدكانيين). مع التوغل البريطاني للمنطقة، سعى الدكنيون إلى السلطة فأهان الأفاقيين (الفرس) وطردةهم من مناصبهم باستثناءات قليلة، واستبدلوهم بنبلاء دكنيين لتهدئة الأوضاع مع البريطانيين. أدى هذا إلى اتحاد سلطنة الدكن الخمس تحت قيادة حسين نظام شاه، سلطان نظام شاهي، وهزمت إمبراطورية فيجاياناجار الهندوسية في معركة تاليكوتا [الإنجليزية]، مما أدى إلى نهب فيجاياناجار. قام حسين نظام شاه شخصيًا بقطع رأس إمبراطور فيجاياناجار، راما رايا [الإنجليزية].

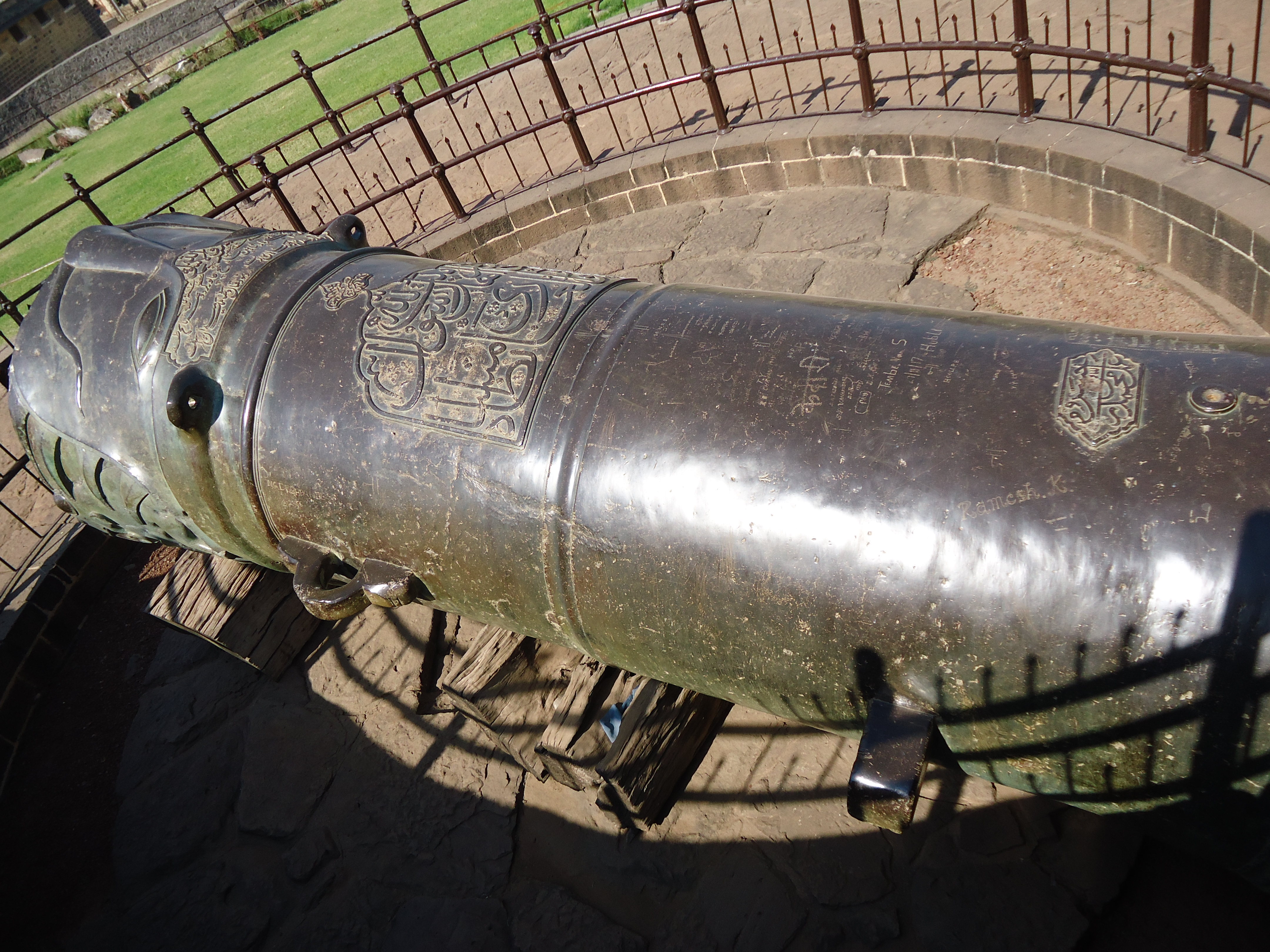
مدفع ملكي ميدان
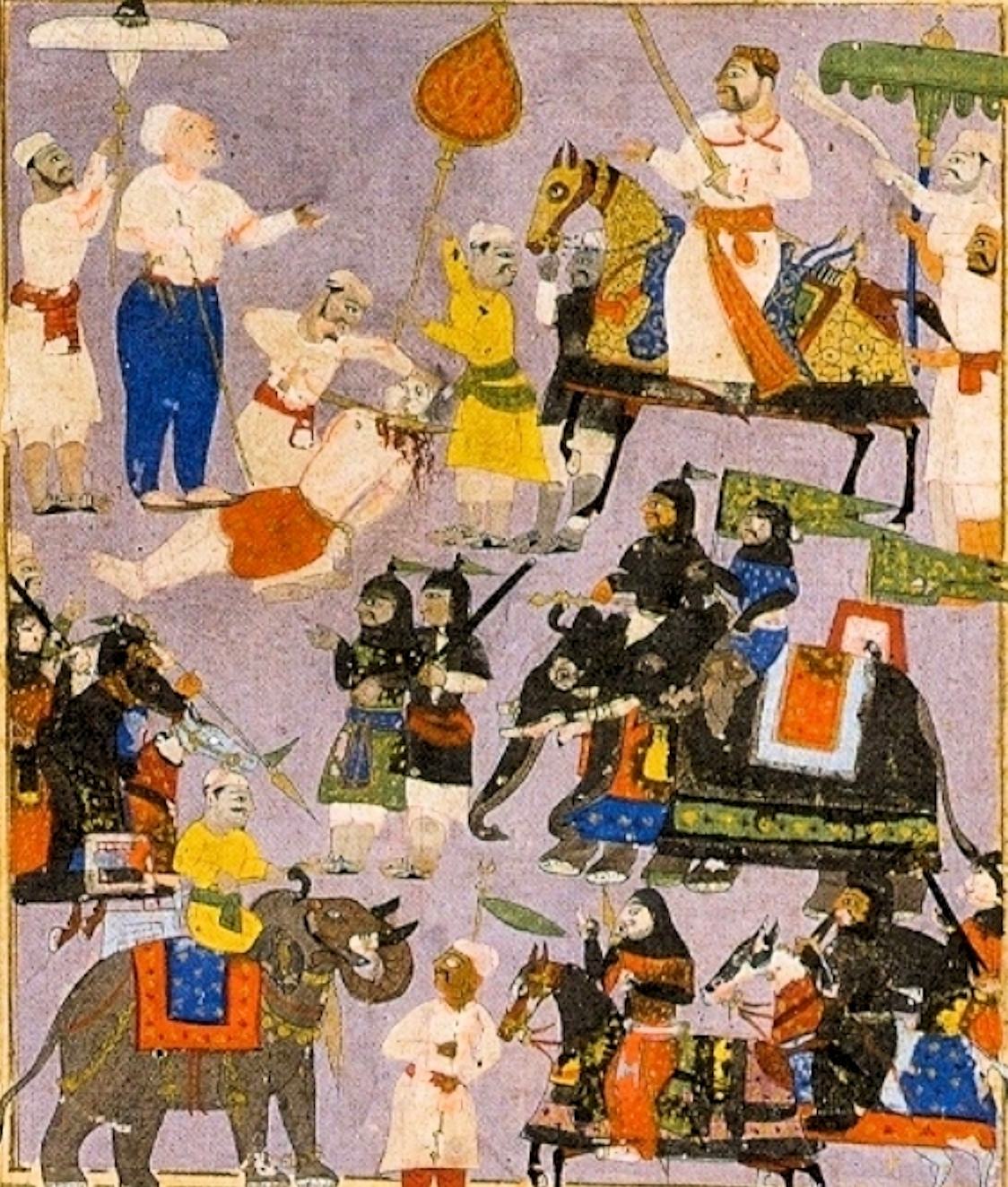
السلطان حسين نظام شاه الأول يقطع رأس راما رايا
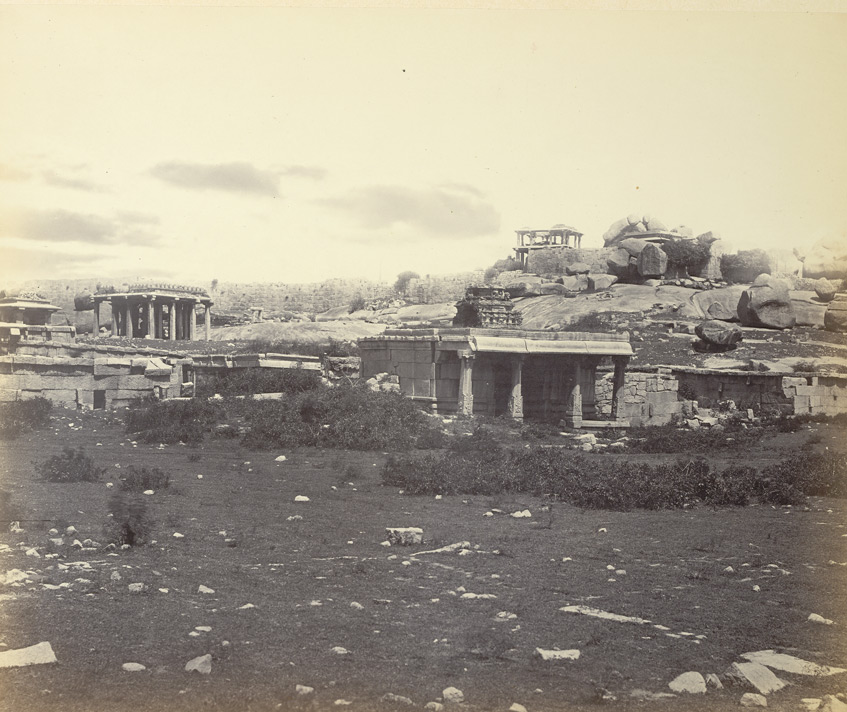
أطلال فيجاياناجار

### البنداريين
أول ذكر للبنداريين كان يشير إلى المسلمين الذين استقروا عمومًا في مناطق بيجابور، والذين عملوا لجيوش معظم ممالك الدكن الإسلامية. شاركوا في الحروب العديدة ضد سلطنة المغول في دلهي. أدى تفكك الممالك الإسلامية في الدكن إلى تفكك البنداريين تدريجيًا. وقد تم اتخاذ هذه الإجراءات في تلك المرحلة في خدمة المراثيين. وفي نهاية المطاف أصبح إدراج البنداريين جزءًا لا غنى عنه من جيش المراثا. بصفتهم أقل تمدنًا وأميل للهجرة، فقد عملوا في جيوش المراثا، وتحديدًا كـ"نوع من سلاح الفرسان المتجول... مقدّمين لهم نفس الخدمة التي كان يقدمها القوزاق لجيوش روسيا". كما استخدم ملوك مثل تيبو سلطان البينداريون لاحقًا .

### القرن الثامن عشر
كان الرجال العسكريون المسلمون من أصل ديكاني مطلوبين بشدة من زعماء المحاربين مارافا وكالار في المناطق الداخلية في جنوب الهند. وسرعان ما اكتسبت مدنهم الحصينة تجمعات من المهاجرين الدكنيين والعاملين في الخدمة الناطقين باللغة الأردية، ومعظمهم من المسلمين السنة. وشمل هؤلاء الوافدون مقاتلين مخضرمين شاركوا في الخدمة مع المغول والدول الإسلامية في شمال الهند. وكان هذا هو مصدر الصعود الهائل لحكام مثل حيدر علي وتيبو سلطان.

#### سلطنة خداداد ميسور
كان حيدر علي يخدم في البداية كجندي عادي في مملكة واديار [الإنجليزية] الهندوسية في ميسور وأصبح ضابطًا في سلاح الفرسان في عام 1749. بمجرد أن تولى السيطرة على الجيش، استغل سياسة المحكمة، واقتحم سريرانجاباتنا [الإنجليزية] ، وأعلن نفسه حاكمًا . بعد أن نصب نفسه سلطانًا في عام 1761، شن حيدر علي حربًا استباقية [الإنجليزية] ضد المراثيا، مما أدى إلى تغريب جيش ميسور في هذه العملية وتطوير أول قذائف ناجحة ذات غلاف حديدي [الإنجليزية] كسلاح مدفعي. مع انسحاب مادهاف راو [الإنجليزية]، اجتاح الحدود بين الممالك واستولى على أراضٍ وغنائم هائلة، مما زاد من قوته. في نهاية المطاف، أدى هذا إلى صراعه مع الإمبراطورية البريطانية، والتي بدأت سلسلة من الحروب بينها. وسوف يرث ابنه وخليفته تيبو سلطان كلا الصراعين. لقد شهد النصر ضد المراثا [الإنجليزية] تحالفًا مع الفرنسيين (شركة الهند الفرنسية) [الإنجليزية] من أجل محاربة البريطانيين وحلفائهم. وفي نهاية المطاف، وبعد أن استمرت لمدة 38 عامًا، تأسست سلطنة الخداداد الإسلامية الدكنية على يد تحالف من البريطانيين وحيدر أباد والمراثيين، وتم إعادة تعيين الواديار على عرش ميسوري.

أراضي مملكة واديار الأصلية
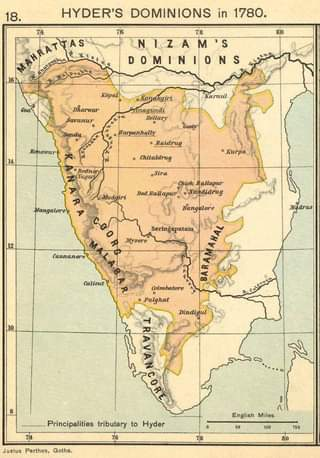
ممتلكات حيدر في عام 1780
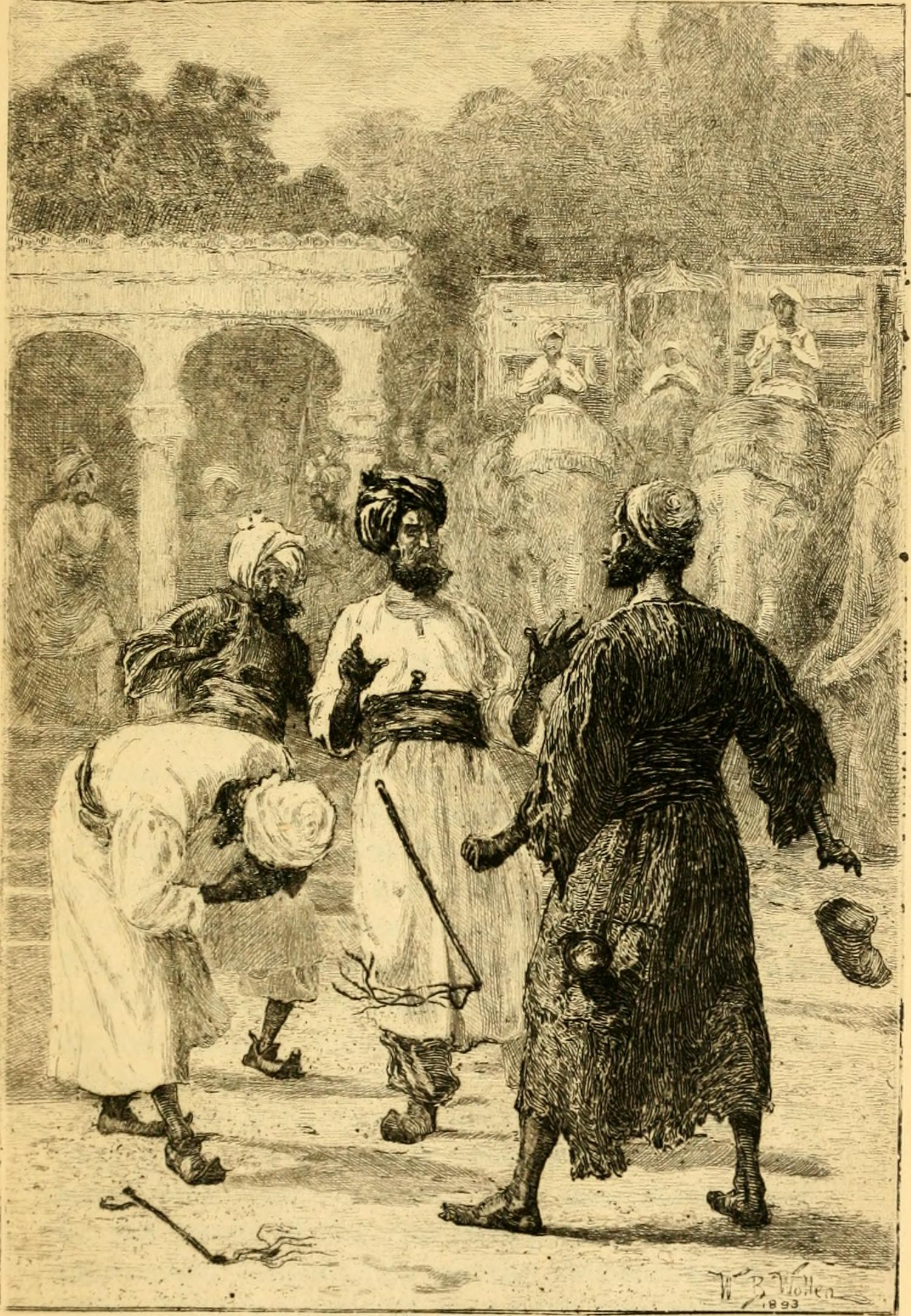
حيدر علي في دور "الفقير المتظاهر"
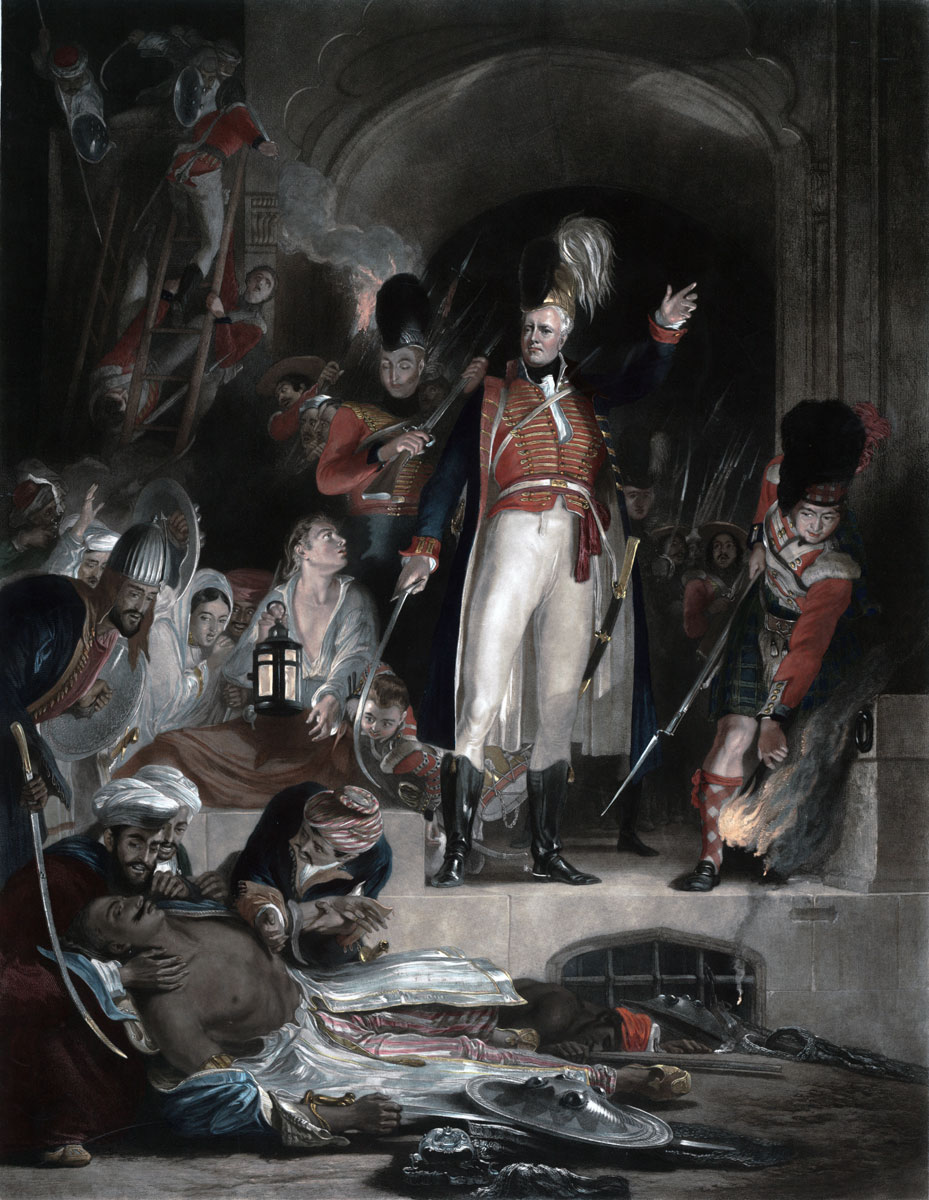
السير ديفيد بيرد يكتشف جثة تيبو سلطان

## الثقافة

### الرسم

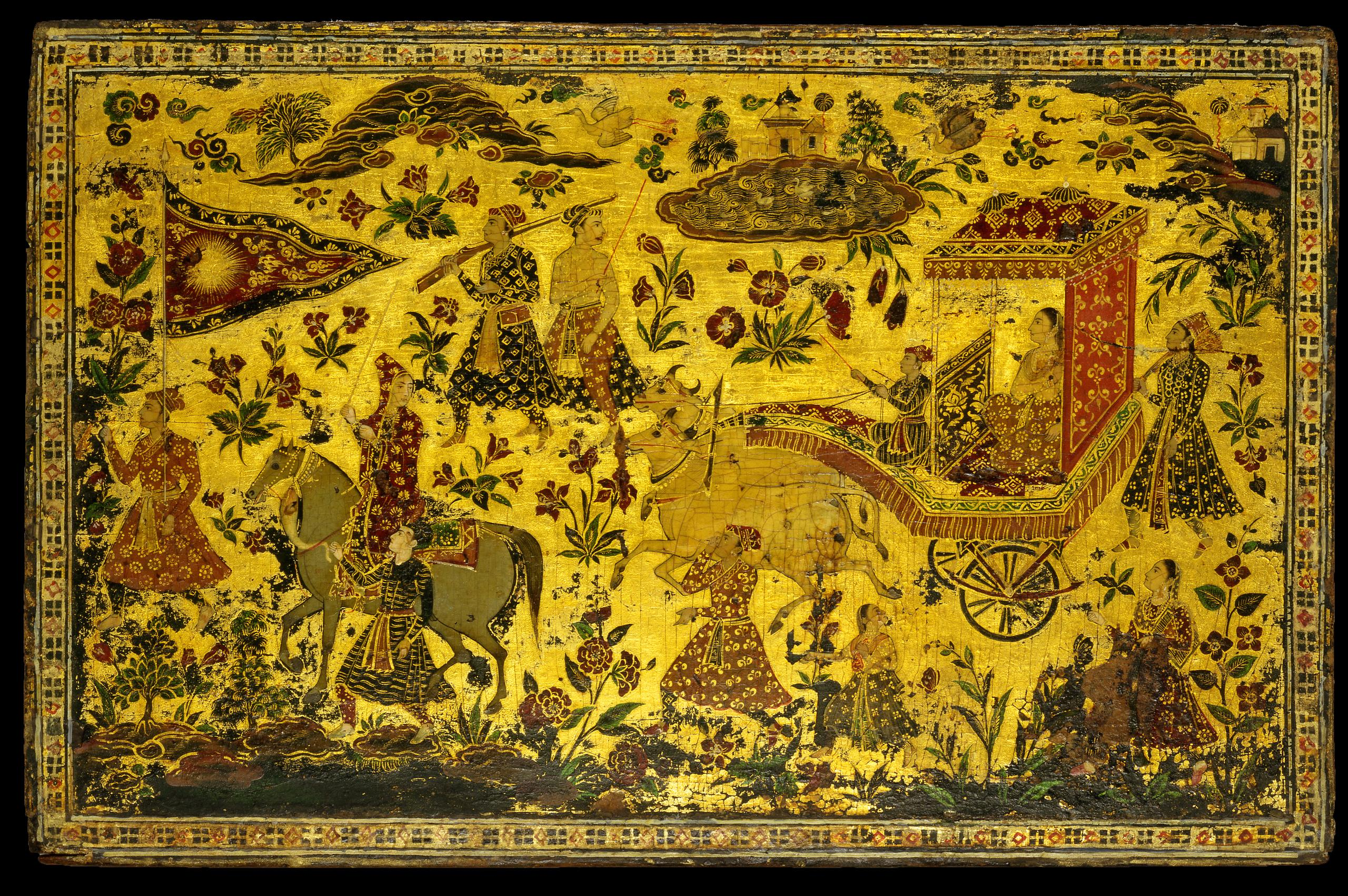
مجموعة صيد، الدكن، النصف الأول من القرن السابع عشر

نشأ أسلوب الرسم الديكاني في القرن السادس عشر في منطقة الدكن، وهو يحتوي على أسلوب أصلي ثاقب مع مزيج من التقنيات الفارسية وهو مشابه للوحات فيجاياناجارا المجاورة. بسبب التأثير الإسلامي، فإن لوحات ديكاني هي في الغالب من الطبيعة ومستوحاة من الزهور والحيوانات المحلية. بعض لوحات ديكاني تعرض الأحداث التاريخية للمنطقة.

### الحرف اليدوية

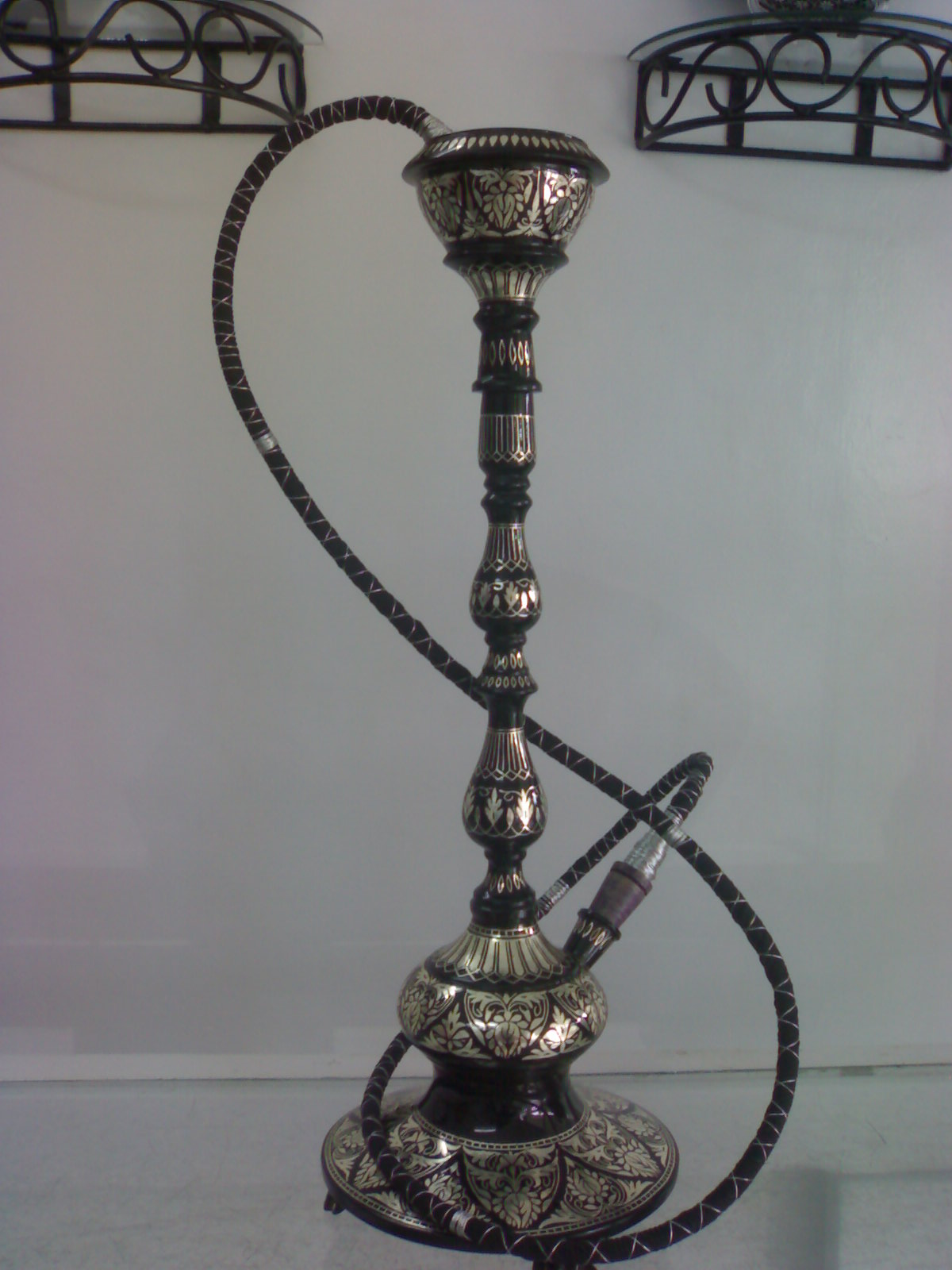
شيشة بيدارية

كان الحرفيون في بيدار مشهورين جدًا بأعمالهم في ترصيع النحاس والفضة حتى أصبحوا يعرفون باسم بيدري. تطورت الحرفية بشدة في القرن الرابع عشر الميلادي أثناء حكم السلاطين البهمانيين. مصطلح "بيداري" نشأ من بلدة بيدار، التي لا تزال المركز الرئيس للإنتاج. بيدروير هي حرفة حائزة على المؤشر الجغرافي [الإنجليزية] (GI) للهند.

## طالع أيضًا
- المجموعات العرقية في جنوب آسيا [الإنجليزية]
- اللغة الدكنية
- مسلمو حيدر آباد
- مسلمو أندرا

## قراءة إضافية
- الثقافة الحضرية في ديكان في العصور الوسطى (1300 م إلى 1650 م)
- نشرة معهد الدراسات العليا والبحث بكلية ديكان، المجلد 22 (1963)